# ته‌نشینی (شیمی)

ته‌نشینی شیمیایی

ته‌نشینی یا ترسیب، پرسی‌پیتاسیون (به انگلیسی: Precipitation) یکی از روشهای انجام آزمایشهای سرم‌شناسی است که بررسی پادتنهای موجود در سرم خون می‌پردازد.

## توصیف آزمایشهای سرم‌شناسی
آزمایشهای سرم‌شناسی اغلب براین اساس استوار هستند که بجای یافتن یک آنتی‌ژن یا عامل بیماری‌زا در بدن آسانتر است که پاسخ اختصاصی بدن به آن آنتی‌ژن (آنتی‌بادی) را جستجو کرد مثلاً بجای جستجوی ویروس ایدز ، آنتی‌بادی علیه ویروس ایدز در بدن را سنجید؛ بالابودن سطوح آنتی‌بادی در خون نشانه مواجهه فرد با ویروس ایدز است.

## پرسی‌پیتاسیون
واکنش‌های پرسی‌پیتاسیون: در این شیوه بررسی رسوب ناشی از واکنش پادتن‌ها و ملکول‌های آنتی‌ژن محلول، روش جستجوی پادتن است. به آنتی‌بادی "پرسیپیتین" و این واکنش را "پرسی پیتاسیون " می‌گویند.
در پرسیپیتاسیون پس از واکنش آنتی‌بادی با آنتی‌ژن محلول، رسوبی به وجود می‌آید که با چشم غیر مسلح قابل ردیابی است. بر همین اساس روش‌هایی ابداع شده‌است که با کمک آن‌ها می‌توان آنتی‌ژن و آنتی‌بادی را ردیابی و تعین مقدار کرد. این روش‌ها عبارتند از:
1. روش رینگ تست
2. روش‌های ایمونودیفوزیون
3. روش‌های ایمونوالکتروفورز
4. اندازه‌گیری با روش‌های کدورت سنجی